# Boroszló (keresztnév)
A Boroszló szláv  eredetű férfinév, a Bratislav magyar változata.

## Gyakorisága
Az 1990-es években szórványos név, a 2000-es években nem szerepel a 100 leggyakoribb férfinév között.

## Névnapok
Ajánlott névnap
- december 14.[2]